# Яма (повесть)
«Я́ма» — произведение Александра Куприна, общепринятое определение которого — повесть, но иногда встречается определение «роман» (например, так определяли его Юрий Дружников и Олег Михайлов). Посвящено проституции в России. Первая часть опубликована в 1909 году, остальные — в 1915 и 1916 годах. В критике получило разноречивые оценки, став одним из наиболее известных произведений автора.

## История создания и публикации
Повесть «Яма» публиковалась в сборнике «Земля» по частям: в 1909 (книга 3), в 1914 (книга 15) и в 1915 годах (книга 16). Выходу первой части предшествовала публикация годом ранее рассказа Куприна «Троица» (в журналах «Вопросы пола» № 1 за 1908 год и «Пробуждение» № 19 за тот же год), который соответствовал вышедшей позднее второй главе «Ямы». Он отличался от неё тем, что образ пристава Кербеша был выведен в рассказе менее отрицательным. Так в нём отсутствовало упоминание о его женитьбе на зажиточной 70-летней женщине, которую он впоследствии задушил, нет свидетельств его сына о взяточничестве отца. Кроме того, в нём нет значительной части его диалога с держательницей борделя, а также не столь детально описаны внешности героев и обстановка публичного дома, как это было сделано в повести. 25-я глава из той же части также была опубликована отдельно и раньше повести. Она появилась в сборнике «В год войны. Артист солдату» под названием «В мертвецкой»
В основу повести легли материалы, собранные Куприным в 1890-е годы в Киеве. Сам Куприн утверждал, что изображённая в его повести действительность не привязана к отдельному месту: «„Яма“ — это и Одесса, и Петербург, и Киев». Автор же «Киевских вестей» после выхода первой части «Ямы» узнал в её героях «живых киевлян» (район Яма вдоль речки Лыбедь и сама улица Ямская с сохранившимися объектами дореволюционной застройки до сих пор существуют в Киеве).
При работе над повестью Куприн изучал вопрос проституции в Российской империи. Он был ознакомлен об общественной дискуссии о полицейско-медицинском надзоре за ней. Кроме того, в это время шла подготовка к всероссийскому съезду по борьбе с торгом женщинами, который прошёл в начале 1910 года. Доказательством его внимания к теме служат просьбы срочно прислать ему работу З. Воронцовой, а также свод правил поведения для обитательниц публичного дома, которые дословно были воспроизведены в 15-й главе второй части «Ямы», которые он высказывал в переписке с филологом Фёдором Батюшковым.
Поток негатива, вылившийся после выхода первой части, сказался на Куприне, который приступил ко второй части только в 1910 году и писал её очень медленно. В письмах к Батюшкову он признавался в отвращении к работе над продолжением. Писатель переключался на работу над рассказами. Затяжка с выходом второй части стала причиной для шуток, карикатур и язвительных комментариев в прессе. Беллетрист Ипполит Рапгоф даже написал продолжение повести Куприна, опубликованное в 1913 году под названием «Финал. Окончание „Ямы“ А. И. Куприна». Последнее побудило писателя плотнее заняться работой над второй частью повести. Рукопись была передана в издательство «Земли» в середине 1914 года, а опубликована лишь спустя год.
В 1917 году «Яма» полностью была опубликована в 12-м томе собраний сочинений Куприна («Московское книгоиздательство») с авторскими стилистическими изменениями и внесением туда ранее исключённых фрагментов. В 1921 году в Берлине тем же издательством был издан последний вариант «Ямы», редактированный Куприным.
В роман также вошли отрывки и эпизоды, явно предназначавшиеся для так и ненаписанного романа Куприна «Нищие». Об этом свидетельствуют как некоторая неуместность их в композиции повести, так и рассказ самого писателя об идеях «Нищих», соответствующих рассуждениям персонажа «Ямы» Сергея Ивановича Платонова о «человеческом нищенстве».

## Сюжет
В Ямской слободе (называемой просто «Яма») некоторого южного российского города на Большой и Малой Ямских улицах существует ряд открытых публичных домов. В повести речь идёт о заведении Анны Марковны Шайбес, которое было не из шикарных, но и не из низкосортных. Оно конкурировало с элитным публичным домом Треппеля, находящимся через дорогу.
Действие повести происходит на протяжении лета и осени. В первой части описывается уклад жизни проституток из дома Анна Марковны, лишённых паспортов и бесправных, терпящих побои и оскорбления как от владельцев заведения и швейцара, так и от клиентов. Однажды вечером (на Троицу) туда приходит компания студентов, одного приват-доцента и знакомого ему репортёра Платонова, который проводил много времени в публичном доме и был дружен с многими девушками, сочувствуя им, хотя и не будучи в силах помочь им. На рассвете один из студентов, Лихонин, заговаривает с Платоновым о том, что можно было бы сделать для того, чтобы спасти хотя бы каких-то девушек от той жизни, которую они ведут. В разговоре с репортёром студент принимает решение взять из публичного дома одну из девушек и, временно обеспечивая её, дать ей возможность овладеть какой-то профессией и начать вести честную жизнь. Лихонин увозит с собой Любку, юную деревенскую девушку.
Во второй части рассказывается о приезде в город Семёна Горизонта, молодого еврея, который выдаёт себя за коммивояжёра, в действительности являясь одним из наиболее влиятельных и опытных торговцев девушками на юге России. Он приезжает с молодой женой, которую тут же «продаёт» одной из сводниц. Один из эпизодов второй части — визит в заведение Анны Марковны знаменитой оперной певицы Ровинской в компании знакомых, которых она попросила показать ей жизнь публичных домов. На Ровинскую большое впечатление производит Тамара, которая в какой-то момент заговаривает по-французски с баронессой, спутницей певицы. Также описывается судьба Любки, которую Лихонин познакомил с друзьями-студентами и начал заниматься её образованием; также она начала изготовлять бумажные цветы на продажу. Влюбившаяся в него девушка скоро стала надоедать Лихонину, который предполагал для себя блестящее будущее адвоката, а не союз с малограмотной девицей. В результате он воспользовался приставанием к Любке своего приятеля, чтобы разорвать с ней. Когда у Любки кончаются деньги, она не может найти ни жильё, ни работу и вынуждена вернуться к Анне Марковне.
В третьей части центральной сюжетной линией является история проститутки Женьки, обладавшей наиболее ярким характером («гордая и злая» — характеризует её Платонов). Когда какой-то клиент заражает её сифилисом, она решает не лечиться, а ради мести заразить как можно больше мужчин, что и делает на протяжении месяца. Однако, пожалев мальчишку-кадета, она понимает, что может жить только ненавистью и что её жизнь зашла в тупик. Она «исповедуется» репортёру Платонову, однако тот, всей душой сочувствуя ей, не может ей помочь разрешить ключевые для неё вопросы. Вечером, во время очередного осмотра врача, Женька запирается в ватерклозете и вешается. Её подруга Тамара обращается к Ровинской, чтобы та использовала свои связи и Женька была бы похоронена по православному обычаю. Так и происходит, и девушки провожают подругу на кладбище. В это же время заведение переходит к другой владелице, более властной и жестокой Эмме Эдуардовне Тицнер, которая предлагает Тамаре должность экономки. Однако вскоре это заведение перестаёт существовать: Тамара убегает со своим любовником-вором, некоторые девушки умирают или погибают. В конце концов взбунтовавшиеся солдаты разгромили все публичные дома и трактиры на Ямских улицах, публичные дома были закрыты, а затем и улица сменила своё название.

## Критика
Выход первой части «Ямы» в 1909 году вызвал большой резонанс, который стал причиной более позднего издания последующих его частей. Публика неоднозначно и преимущественно негативно восприняла его. Официальный цензор назвал её «безнравственной и неприличной», его осуждению помимо образов проституток подверглись также рассуждения героя повести Платонова о русском национальном характере, образ развращённого учителя гимназии, посещающего бордель, и многое другое. Помимо официальной оценки «Ямы» появилось множество отзывов в столичных и провинциальных изданиях, о чём Куприну засвидетельствовал и писатель Иван Бунин: «В Москве только и толку что о „Яме“». Критик Пётр Коган посчитал повесть новаторской, в которой писатель впервые в истории русской литературы описал «физиологию» публичного дома. Критик Вацлав Воровский же наоборот не нашёл ничего нового в описании реалий проституции, поставив «Яму» в этом отношении гораздо ниже «Заведения Телье» (1881) Ги де Мопассана и «Васьки Красного» (1899) Максима Горького. Писатель Лев Толстой, ссылаясь на своё художественное чутьё, утверждал, что Куприн при своём стремлении обличать в повести, тем не менее «наслаждается» описываемым им. К. И. Чуковский в статье «Новая книга А. И. Куприна» («Нива» — 1914 — № 45 — 8 ноября — С. 867—870) писал: 
Повесть Куприна есть пощёчина всему современному обществу… они <проститутки> гадки, но чем они гаже, тем больше позора для нас. Нечего спасать их, воскрешать; их нужно не спасать, а уничтожать. Нужно так перестроить наш общественный быт, чтобы для ямы в нём не было бы места.
Такая поддержка Чуковского повести Куприна сразу вызвала ироническое замечание одного из рецензентов, что одному Чуковскому «открыто чудо социально-педагогического откровения „Ямы“»
Р. Роллан в письме Куприну писал, что после прочтения его книг его преследовали некоторые образы из повести:
Я восхищён разносторонностью Вашего литературного гения и Вашей глубокой человечностью. Вы обладаете, в особенности, редким и очень характерным даром, заставляя оживать на страницах книг целые коллективы людей. Это-то и говорит о Вас как о человеке, который может подняться над великими достижениями эпохи и видеть сквозь них. Читая ту или иную страницу „Ямы“, я распространял её смысл на всю Европу — этот огромный публичный дом накануне катастрофы.
Вторая часть, вышедшая в 1915 году, уже не встретила такой бурной реакции. Во многом это было связано с шедшей тогда Первой мировой войной, привлекавшей к себе общественное внимание куда более, чем проблемы, обозначенные в произведении Куприна.
В. Н. Афанасьев в своём критико-биографическом очерке отмечал, что в основу сюжета «Ямы» легло описание жизни определённой группы людей, а точнее обитательниц публичного дома. Сюжет, охватывающий короткий период времени, тем не менее не сосредоточен на судьбе одного героя. Повесть, по мнению Афанасьева, распадается на несколько отдельных новелл, а её автор не даёт ответы на поставленные в его же произведении вопросы.
Сам Куприн в 1915 году следующим образом оценил всю критику его произведения:
Я твёрдо верю, что свое дело сделал. Проституция — это ещё более страшное явление, чем война, мор и так далее. Когда Лев Толстой прочитал „Яму“, он сказал: «Грязно это». Возможно, что это грязь, но надо же очиститься от неё. И если бы сам Лев Толстой написал с гениальностью русского художника о проституции, он сделал бы великое дело. К сожалению, моё перо слабо, я только пытался правильно осветить жизнь проституток и показать людям, что нельзя к ним относиться так, как относились до сих пор. И они люди...

## Экранизации
Роман был экранизирован трижды:
- «Яма» — фильм 1915 года,
- «Яма» — фильм 1990 года.
- «Куприн. Яма» — первая часть телесериала «Куприн» (2014 года), являющегося экранизацией не только этой повести А. И. Куприна.

## Постановки
- «Яма» — «Сургутский драматический театр» — в начале 2000 г., постановка произведения полностью.
- «Очи черные» — «Курганский государственный театр драмы» — премьера состоялась 20 сентября 2013 г.
- «Два вечера в веселом доме» — театр «Мастерская», Санкт-Петербург — драма в двух действиях по мотивам повести
- «Яма» — «Театр на Малой Бронной» — премьера состоялась 17 октября 2015 г., режиссёр-хореограф: Егор Дружинин
- «Яма» — «Мастерская Н. Ю. Поздеева» — студенческий спектакль, реж. А. С. Коваленко, драма в трех действиях.
- «Яма» — пластический спектакль по мотивам одноимённой повести. «Молодёжный театр „3Д“» г. Курска., реж. С. И. Малихов.
- «Яма» — Свердловский театр музыкальной комедии — премьера состоялась 8 декабря 2013 года. Реж. Нина Чусова